# Club Atlético General Lamadrid
El Club Atlético General Lamadrid es un club de fútbol argentino, fundado el 11 de mayo de 1950. Tiene su sede en el barrio de Villa Devoto perteneciente a la ciudad de Buenos Aires. Su estadio lleva el nombre de Enrique Sexto y tiene una capacidad de alrededor de 3500 personas. Actualmente compite en la Primera C, la cuarta categoría del fútbol nacional para los clubes directamente afiliados a la AFA.
Se coronó campeón de la Primera C en abril de 2011, de manera que en la temporada 2011/2012 participó en la Primera B, tercera división del fútbol argentino, durando tan solo una temporada.
Sus clásicos rivales son Justo José de Urquiza y Comunicaciones.

## Historia
Este club fue fundado el 11 de mayo de 1950, por un grupo de personas que decidieron formar una Comisión Directiva para el club, aunque la idea de fundar un club había estado circulando desde 1939. Desde pocos meses antes de la fundación del club, ya se jugaban partidos amistosos todos los fines de semana y feriados con clubes de la zona, siendo el clásico barrial el vecino Kimberley Atletic Club.
La Primera Comisión quedó integrada por Marcelino Piñero (1900-1960, primer presidente de la institución), José Caruso (vicepresidente), Mayo Anso (secretario), Hugo Piñero (tesorero, hijo de Marcelino) y Aníbal Houyoy, protesorero.
Los vocales eran Enrique Sexto, Santiago Ruscica, José Avanna, Héctor Sexto, Bartolo Meliz, Alfredo Pelesson y Séptimo Caruso.
Se eligieron además a dos revisores de cuentas: Enrique Pelesson y Óscar Piñero (también hijo de Marcelino). Casi todos quiénes integraban esta Comisión apenas cumplían los 18 años. 
El mismo 11 de mayo se jugó un partido especial celebrando la fundación del club, frente al Kimberley AC, el clásico rival del barrio.
Luego, llevaron a cabo la limpieza de un terreno baldío de 18.600 metros cuadrados limitado por las calles Pedro Lozano, Desaguadero, Bermúdez y Tinogasta que era protegido en los años 1930 por un hombre de nombre Salvador Recúpero. Dicha limpieza duró un fin de semana, se hizo además una colecta de dinero entre los vecinos y así se contrató a una motoniveladora para dejar el terreno liso.
Lo primero que se levantó de la sede fue una pared que da a la calle Bermúdez, luego se construyó el actual bufet, donde los adultos jugaban a las cartas y los niños bebían un Naranjín, una Vidú o una Pomona. 
Fue entonces cuando el club decidió definitivamente su nombre. Aunque en realidad, los integrantes de la Comisión ya habían escogido el nombre "Lamadrid", por un hombre madrileño que vendía en un almacén en la esquina de Allende y Tinogasta. Pero al necesitar la personería jurídica, uno de los vocales, Enrique Sexto, en relación con que un guerrero de la independencia argentina se llamaba justamente Lamadrid, sugirió el nombre "General Lamadrid", el cual fue aceptado, y es por esto que el estadio del club hoy lleva su nombre.
Enrique Sexto fue además presidente, director técnico y chofer del club.
El complejo del club fue nombrado "2 de abril" en recuerdo a las Islas Malvinas.
En 1956 obtuvo finalmente la Personería Jurídica y se afilió a la Asociación del Fútbol Argentino, comenzando a disputar el torneo de la categoría Aficionados (hoy Primera D). 
El primer partido del campeonato se jugó el 25 de mayo de 1956 contra el Club Muñiz, al que venció como visitante por dos a uno.
En 1963 se construyó un gimnasio de aproximadamente 700 metros cuadrados para la práctica de baby fútbol y patín. La fuerte tormenta que sacudió Buenos Aires el 4 de abril de 2012 voló algunas chapas de su techo, que fueron luego arregladas en lo posible.
También se hizo en ese momento el actual túnel para ingresar al campo de juego y una nueva cancha de bochas (hoy en el lugar de la cancha de bochas hay un segundo gimnasio). Estas obras fueron realizadas bajo asesoramiento de "Tito López", Mayo Anso, y entre otros pioneros de la entidad.
Uno de los hinchas más conocidos del "carcelero" fue Mario "El Loco" Oriente, nacido en 1926. Era el más chiquito de once hermanos. En 1969 fue arrestado por montar una destilería clandestina, y golpear a un policía y así fue llevado a la Cárcel de Devoto, ahí fue cuando se hizo un hincha bien fiel a Lamadrid. Cuando salió de la cárcel meses después, llegó al club, se hizo socio y todos los días aportaba su granito de arena ya sea ayudando en el bufet, pintando lo que había que pintar, cambiando lamparitas, cortando el pasto, etcétera. Y hasta llegó a integrar la Comisión Directiva y compuso el himno.
Fue bien seguidor del club hasta su muerte en 1980 por un paro cardiorrespiratorio a causa del cigarrillo. Se sabe que a su velatorio fue mucha gente y también se sabe que antes de morir, soportó cuatro paros cardiorrespiratorios, internado en el Hospital Muñiz.
Sus restos hoy se encuentran en el Cementerio de la Chacarita.
El 24 de marzo de 1976, día del golpe de Estado, un helicóptero militar aterrizó sin permiso en medio de la cancha de Lamadrid, para llevar a dos "encapuchados" a la cárcel.
En 1977 se coronó campeón de la Primera D, de la mano de uno de sus jugadores más destacados, Daniel Sarso retornando a la misma categoría en el año 1982. Luego, ascendió a la Primera C con técnicos como Juan Carlos el chango Cárdenas y Juan Manuel Guerra (difunto técnico argentino que obtuvo varios ascensos en diferentes equipos). Después de perder en las dos temporadas anteriores el ascenso, en 1998 obtuvo el máximo logro de la institución al ascender a Primera B de la mano del técnico Jorge Franzoni, luego de vencer a Ituzaingo en la final del Octogonal.
En 2000 volvió a la Primera C, realizando algunas buenas campañas como en el Clausura 2007 que finalizó subcampeón (con Gastón Lescano y Emmanuel Gigliotti de figuras).

### Ascenso 1995
Luego de 3 partidos, el Carcelero dio la vuelta olímpica de la mano de Juan Manuel Guerra, máximo responsable de la campaña y obtuvo el ascenso a la Primera C. El Viejo Guerra llevó a un joven equipo un escalón más arriba, siendo sólido y efectivo.
A los 15´ del primer tiempo, Mottes se aprovechó de un error del arquero de Victoriano Arenas, en la salida de un centro y metió su cabezazo goleador para adelantar a Lama en el marcador. A partir de ahí el partido se volvió trabado, con Arenas buscando desesperadamente el empate, y Lama cerrándole todas a las puertas a su rival, jugando de contra y perdiendo unas cuantas situaciones para definir el partido.
Claro que también tuvimos que sufrir con un penal en contra, pero la suerte estuvo con Lama y el tiro en el palo rompió las ilusiones del empate para Arenas. Después de eso, la tribuna de Lama fue puro festejo y se adelantó la fiesta con un penal a favor que Molina transformó en gol. 2 a 0 y Lama a la "C". Era el tiempo de gloria. Era el tiempo de Lamadrid.

### Primer ascenso a la B
Y el 15 de agosto de 1998 se dio, después de dos finales perdidas, Lamadrid alzó el mejor regalo desde su fundación, jugar en Primera "B". Fue una final bastante fácil para Lamadrid (2-0 en Atlanta y 3-1 en Flandria), que con un planteo inteligente de Franzoni en los dos partidos, logró doblegar a su rival mostrando una notoria superioridad futbolística.
En el primer partido con una gran actuación de Calentano, Manteca Martínez y el gran Ruben Moraglio, Lama se llevó una ventaja importante con goles de Calentano y Vergara.
En el segundo partido con la vuelta de Flavio Fernández, Lama mostró todo su poder ofensivo cuando este, se juntaba con Moraglio, Calentano y Lencina. Con 2 goles de Flavio y uno de Lencina, Lama gritó campeón y logró el tan ansiado Ascenso a la B que se le venía negando.
La tercera fue la vencida, y ese día, el carcelero logró el ascenso a la B.

### Segundo ascenso a la B (2011) y estadía en la B
Ya al partido decisivo de la temporada 2010/11 en la C, Lamadrid estaba en la cima de la tabla con un primer puesto que daba gusto, con 22 partidos ganados, 9 empatados y 7 perdidos, además de poseer la segunda mayor cantidad de goles a favor en el torneo (57).
En la tarde del sábado 30 de abril del 2011, se definía, se definía entre el Club Atlético Excursionistas y el carcelero, en condición de visitante.
El partido se jugó a puertas cerradas, por seguridad, aunque cabe destacar la presencia de periodistas y policías.
Otra vez, Lamadrid con Franzoni al mando, jugó un partido en el que la intención era el triunfo, que no consiguió, aun así, pudo proclamarse campeón estando a 4 puntos de la segunda posición, que portaba Argentino.
La estadía en la Primera B Metropolitana fue de lo más complicada, pues el carcelero no pudo subir al nivel de equipos como Nueva Chicago, Comunicaciones, Los Andes o Platense.
Las derrotas eran mayoritariamente compuestas por más de 2 o 3 goles, debido a la diferencia de nivel, mientras que ocasionalmente se veían empates, el carcelero solo pudo festejar victoria 7 veces en 40 fechas, y con un promedio de 0.775, se vino abajo y descendió a la C.
Aunque tuvo malos resultados en la liga, pudo lograr un buen resultado en la Copa Argentina 2011-12, por la segunda eliminatoria consiguió empatar 1 a 1 ante Dock Sud, y eliminarlo por penales en 5-4.
En la cuarta eliminatoria se enfrentó ante Nueva Chicago donde ganó por 2 a 1.
Finalmente, quedó eliminado por treintaidosavos de final el 29 de febrero del 2012 ante Arsenal de Sarandí por 2 a 1.

### Años recientes
Luego del descenso, el equipo se debilitó y en la temporada 2012/13 sostuvo la categoría, pero finalizó en el 17° puesto, con 43 puntos, 10 victorias, 13 empates y 15 derrotas.
En la temporada 2013/14 aumentó 5 posiciones con respecto a lo ocurrido la temporada anterior, con 49 puntos, 11 victorias, 16 empates, y 11 derrotas.
En principios del 2015, el carcelero al igual que el resto de la liga, disputó la Copa Argentina 2014-15, donde sostuvo un buen desempeño. Empató 1 a 1 en el primer partido disputado en la primera eliminatoria el 7 de febrero de 2015, ante el Club Atlético San Telmo, equipo que hoy en día se encuentra en la B Metropolitana, debido al empate, se jugó una serie de penales, donde el carcelero ganó por 5 a 4.
Así, el carcelero entraba a la segunda eliminatoria, donde el 3 de marzo de 2015, terminó al Club Atlético Defensores de Belgrano empatando sin goles pero repitiendo el 5-4 desde el punto penal. En la actualidad, Defensores mantiene una buena posición en el torneo de Primera B Metropolitana, y tiene un historial en la que su máximo logro fue la estadía en la Primera División amateur, y la B Nacional profesional.
En la segunda eliminatoria del grupo 2, se jugó ante el conocido Club Atlético Los Andes, que ahora se encuentra en la Primera B Nacional, y que estuvo en 6 ocasiones en Primera, la última fue en el 2001. El partido fue empate 2 a 2 en Devoto, el 8 de abril de 2015, por lo que también se jugaron penales, en los que esta vez el carcelero era derrotado por 4-2.
En febrero de 2015 iniciaba una nueva temporada en la C en la que el carcelero volvió a debilitarse tras finalizar en la posición 19° con 36 puntos, a 34 del campeón, el Club Atlético San Telmo, tuvo 8 victorias, 12 empates y 18 derrotas, y junto a Juventud Unida, descendió a la Primera D, donde no estaba desde 1995, donde Lamadrid se vino arriba y se llevó el ascenso a la C en dicho año, y a la B el año siguiente.
En la temporada del 2016, los equipos disputaron solo 14 partidos, y el torneo duró 3 meses por ende.
Lamadrid terminó con 13 puntos, donde ganó tan solo 2 veces, empató en 7 y perdió en 5 ocasiones, aun estando en la penúltima posición no hubo desafiliaciones.
En la temporada 2016-17, se vio a un mejor equipo, manteniéndose por debajo de la décima posición, con el buen desempeño finalizó en sexta posición con 45 puntos, a 21 del campeón, el Club Atlético Ituzaingó, Lama ganó 12 veces, y empató y perdió 9. Para destacar, fue en esta temporada en la que el reconocido Atlas consiguió clasificar a la Copa Argentina 2016-17 y disputar el partido de 32avos ante River Plate.
Cómo Lamadrid finalizó en la sexta posición, pudo ganarse la clasificación al reducido, donde lamentablemente no pudo ganar siendo eliminado en Cuartos ante Victoriano Arenas el 20 de junio de 2017, el Carcelero empató 1 a 1 en el Saturnino Moure, pero jugó penales en donde perdió por 7 a 6, con anotaciones a favor del Carcelero por Daniel Pastrana, Nico Frascone, Aguirre, el portero Néstor Acosta, Martín Sarandeses y Ariel Vera, el único gol de Lamadrid fue convertido a los 10 del segundo tiempo por Damián Arruabarrena.
En la temporada 2017-18, Lamadrid no pudo coronarse pero se mantuvo entre las primeras 3 posiciones, conociendo así escasas veces la derrota, y logrando el ascenso a la Primera C ganando el Torneo Reducido de dicho certamen.
En diciembre de 2017, tras el cierre de la fecha número 15, se definieron los 3 clasificados a la Copa Argentina 2017-18 y Lamadrid fue uno de los afortunados. 
El 18 de julio de 2018, en el Estadio Julio Humberto Grondona, Lamadrid se enfrentó al Club Atlético Banfield por la Copa y en un partido en el que le jugó de igual a igual y empataron 1-1, terminó venciendo en los penales por 3 a 2.
Esto es un logro histórico para el club ya que es la segunda vez que se enfrenta a un Club de Primera y la primera que lo vence. Además que es la primera vez que pasa a dieciseisavos de final.
El 30 de junio de 2024 logra imponerse como ganador del Torneo Apertura 2024 de Primera C obteniendo el derecho de jugar la final por el único ascenso.

## Estadio
Artículo principal: Estadio Enrique Sexto
El estadio donde General Lamadrid hace de local es el Enrique Sexto, el cual se encuentra entre las calles Pedro Lozano, Bermúdez, Tinogasta y Desaguadero. 
Tiene dos tribunas:
La tribuna a espaldas de la Cárcel y utilizada por la 14/22 fue nombrada en homenaje a Rubén "El Trucho" Moraglio (1966-2012), reconocido jugador de la institución, y descrito por muchos hinchas cómo el máximo ídolo del club.
La tribuna a espaldas de Bermúdez tiene en ella escrita la palabra "LAMADRID" y es la más grande de las dos.
El estadio también cuenta con una pequeña platea en la que atrás hay un muro con los escudos de Lamadrid y el de Ituzaingó, club con el que el carcelero mantiene un fuerte vínculo.
Detrás de uno de los arcos hay pequeñas canchas de césped sintético para los entrenamientos antes del partido.
La cancha cuenta con un sistema automático de riego e iluminación añadido en las últimas décadas al igual que una cabina periodística levantada en 1996.

## Cobertura
Los partidos del Carcelero en condición de local no suelen ser televisados, pero algunos en los que juega de visitante sí, debido a que varios equipos tienen un medio que se encarga de hacer transmisiones partidarias.
Aun así, todos los partidos del carcelero son emitidos por  Artax Radio, una radio que emite desde el 2012 al Carcelero, con los relatos de Sebastián Crosta.
Sebastián también colabora en el blog "DEVOTO DE LAMADRID", de igual nombre que el programa de la radio, donde se publican previas a los partidos y el análisis de cada partido que juega el club.

## Apodo
Su apodo, carcelero, se debe a que su estadio se encuentra enfrente a una cárcel.
Algo curioso es que desde los años 1960 hasta la actualidad, presos de la cárcel alientan al club desde las ventanas de las celdas cuando juega de local, tirando hasta papelitos ocasionalmente.

## Clásicos, rivalidades y amistades

### Clásico con JJ Urquiza
Tiene una fuerte enemistad con Justo José de Urquiza.

#### Historial
- Último partido: 2024 JJ URQUIZA 0-0 LAMADRID [6]

| Partidos jugados | Ganados por Lama | Empates | Ganados por JJ |
| ---------------- | ---------------- | ------- | -------------- |
| 46               | 18               | 9       | 19             |

### Clásico Comu-Lama
El clásico rival de barrio de Lamadrid es Comunicaciones del cercano barrio de Agronomía. El primer clásico se jugó en la Temporada 1960, por la Primera D. Ese mismo año Comunicaciones se había afiliado a la AFA y era su primer torneo en el fútbol oficial. Lamadrid lo había hecho cuatro años antes, en 1956. Ese partido fue victoria cartera por 3-0. A partir de allí, el duelo (que nace como rivalidad recién a comienzos de los años 90, considerándose un "clásico moderno") se jugó interrumpidamente debido a los vaivenes de los clubes. No se disputó en los siguientes lapsos de tiempo: 63-78, en el año 1983, 84-97/98, 97/98-00/01 y 04/05-11/12. Es decir que desde 1963 hasta el 2000, el clásico sólo se disputó 7 años, siendo 5 temporadas el tiempo que más veces seguido se enfrentaron, entre 1978 y 1982 y entre la 2000 y el 2005.

#### Historial
- Último partido: 25 de mayo de 2012[9]

| Partidos jugados | Ganados por Lama | Empates | Ganados por Comu |
| ---------------- | ---------------- | ------- | ---------------- |
| 36               | 8                | 7       | 21               |

### Rivalidades
Otros clubes rivales son Excursionistas, Argentino (M) y Leandro N Alem. Existe también rivalidad con antecedentes de violencia con Deportivo Riestra, Sacachispas, San Miguel, Luján, Central Ballester,  Acassuso y San Telmo, entre otros.

### Amistades
Por su cuenta hay una relación amistosa entre los simpatizantes "carceleros" y los de Ituzaingó y también con los de All Boys, con quienes tienen muchos simpatizantes en común debido a su cercanía geográfica.
Internacionalmente durante la Copa América 2011 entablaron una gran amistad con la barra brava del Millonarios FC de Colombia, los Comandos Azules, tras departir en algunos encuentros.

## Uniforme
El uniforme está inspirado en la casaca más popular de los militares patrios, la de los Granaderos, algunos de los cuales presumiblemente estuvieron bajo el mando del general Gregorio Aráoz de Lamadrid durante la llamada Coalición del Norte. Tanto la valentía como la vehemencia del General Lamadrid, así como el código de honor y la autoridad de los Granaderos, inspiraron a los fundadores a elegir dicha vestimenta (y consecuente escudo) basada en el color azul oscuro con franja blanca. Otros colores acorde a la vestimenta de los Granaderos son el rojo utilizado usualmente en el segundo uniforme alternativo, el amarillo y el negro utilizados con mucha menor frecuencia.
Desde antes de la fundación del club hasta pocos años después, la camiseta era de color azul con cuello blanco, y no fue hasta mediados de los años 50 cuando la banda en diagonal de derecha a izquierda fue añadida al uniforme.
En los años 60 se sumó una camiseta alternativa, blanca con una franja azul en diagonal, utilizada con los mismos colores pero diferente diseño hoy en día.
- Uniforme titular: Camiseta azul oscuro con una franja diagonal blanca, pantalón azul oscuro y medias azul oscuro.

- Uniforme alternativo: Camiseta blanca con una franja horizontal azul, pantalón blanco y medias blancas.

### Evolución del uniforme

#### Uniforme titular
| 2014-2015 | 2015-2016 | 2017 | 2018-2019 |

#### Uniforme alternativo
| 2014-2015 | 2015-2016 | 2017 | 2018-2019 |

### Indumentaria y Patrocinador
| Período       | Proveedor       |
| ------------- | --------------- |
| 1980-1982     | Adidas          |
| 1983-1988     | Zeus            |
| 1988-1992     | DL Sports       |
| 1992-1994     | Bruni           |
| 1994-1995     | Expoort Line    |
| 1995-1996     | Sportlandia     |
| 1996-1998     | Mitre           |
| 1998-1999     | Dana            |
| 1999-2000     | Sport 2000      |
| 2000-2001     | Dana            |
| 2001-2002     | ED              |
| 2002-2004     | Taiyo           |
| 2004-2005     | Don Balón       |
| 2006-2008     | Dana            |
| 2008-2009     | Axel Sports     |
| 2009-2012     | Dana            |
| 2013          | Il Ossso Sports |
| 2013-2014     | Vi Sports       |
| 2014-2015     | Il Ossso Sports |
| 2015-2016     | MC              |
| 2017-2018     | Marca Propia    |
| 2018          | Shooting        |
| 2019-presente | Fortius         |

| Período       | Patrocinador                                                          |
| ------------- | --------------------------------------------------------------------- |
| 1983-1988     | Zeus                                                                  |
| 1988-1992     | Arico                                                                 |
| 1992-1993     | Bruni                                                                 |
| 1993-1999     | Tatedetuti                                                            |
| 1999-2000     | UOL                                                                   |
| 2000-2001     | Pre Calent/Sello de Oro                                               |
| 2001-2004     | Frionex                                                               |
| 2004-2005     | Frionex/Hipoalergic                                                   |
| 2005-2006     | Frionex/Revesta                                                       |
| 2006-2007     | Hipoalergic/Revesta                                                   |
| 2007-2008     | Revesta/Devoto Shopping                                               |
| 2008          | Axel Sports                                                           |
| 2008-2009     | Línea de Microomnibus 47/Devoto Shopping                              |
| 2009-2010     | La Nueva Seguros                                                      |
| 2010-2011     | Hotel Dos Congresos/Devoto Shopping                                   |
| 2011-2013     | Línea de Microomnibus 47/Devoto Shopping                              |
| 2013-2014     | Banco Ciudad                                                          |
| 2015          | Lácteos La Mansa                                                      |
| 2015-2018     | Devoto Shopping/Lácteos La Mansa/La Americana/Materiales MC Cardinale |
| 2018-2019     | Industrias KC/Devoto Shopping                                         |
| 2020-2021     | Teva/Devoto Shopping/Electroimpo/AGOEC                                |
| 2021          | Teva/Transporte On Line/Electroimpo/AGOEC                             |
| 2022-2023     | Rola Constructora/Transporte On Line/Teva/AGOEC                       |
| 2024-presente | Devoto Shopping/Emas SA                                               |

## Jugadores

### Directores técnicos
A continuación se recopilan todos los directores técnicos que se conoce que han dirigido al Carcelero:
- 1983: Juan Carlos Cárdenas
- 1995: Juan Manuel Guerra
- 1998: Jorge Franzoni
- 2002: Julián TartagliaWalter Manzatto
- 2006-2007: Gustavo Di Giuli
- 2007-2008: Antonio De Gregorio
- 2008-2009: Rodolfo Muñoz
- 2009-2012: Jorge Franzoni
- 2012-2012: Juan Manuel Maddoni
- 2012-2013: Ernesto Torres
- 2013-2014: Héctor Balsa
- 2014-2014: Visiconde - Santillán (dupla)
- 2015-2015: Roberto Romano
- 2015-2015: Mario Rizzi
- 2015-2015: Visiconde - Santillán (dupla)
- 2015-2016: Héctor Balsa
- 2016-2016: Hernán De Lima
- 2017-2018: Horacio Fabregat
- 2018-2019: Horacio Montemurro
- 2019-2021: Horacio Fabregat
- 2021: Jorge Franzoni
- 2022-Presente: Gonzalo Márquez

## Datos del club
- Temporadas en Primera División: 0
- Temporadas en Primera B Nacional: 0
- Temporadas en Primera B: 3 (1998/99-1999/00 y 2011/12)
- Temporadas en Primera C: 31 (1978-1982, 1984, 1995/96-1997/98, 2000/01-2010/11, 2012/13-2015 y 2018/19-)
- Temporadas en Primera D: 37 (1956-1977, 1983, 1985-1994/95 y 2016-2017/18)

### Divisiones disputadas por año

##### Total
- Temporadas en Tercera División: 9
- Temporadas en Cuarta División: 50
- Temporadas en Quinta División: 12

## Palmarés

### Torneos Nacionales
- Primera D (1): 1977
- Primera C (1): 2010/11

### Otros logros
- Ascenso a Primera B por Torneo Reducido (1): 1997/98
- Ascenso a Primera C por Torneo Reducido (3): 1983, 1994/95 y 2017/18

## Goleadas

### A favor
- En Primera B: 5-0 a Berazategui en 1998
- En Primera C: 9-1 a Defensores de Cambaceres en 1998[1]
- En Primera D: 8-1 a Central Argentino en 1959

### En contra
- En Primera B: 2-6 vs Brown de Adrogué en 1998 / Acassuso en 2012
- En Primera C: 0-9 vs Excursionistas en 1978
- 0-6 vs Real Pilar en 2020
- En Primera D: 2-9 vs Fénix en 1962

## Otras disciplinas
El Club Atlético General Lamadrid también practica las siguientes disciplinas:
- Fútbol Femenino
- Futsal femenino y masculino
- Vóley femenino
- Patín
- Boxeo (masculino y femenino)

## Enlaces
- Wikimedia Commons alberga una categoría multimedia sobre Club Atlético General Lamadrid.
- Blog "DEVOTO DE LAMADRID"
- Blog "PASIÓN LAMADRID"
- Web oficial del hincha (Actualmente dedicada a "Recuerdos del último ascenso a la "B")
- Tienda oficial del club
- Facebook oficial
- Twitter oficial
- Instagram oficial
- Ficha en Soloascenso.com
- Estadio Enrique Sexto

- Datos: Q5136136
- Multimedia: Club Atlético General Lamadrid / Q5136136